# 최흥원 묘 및 신도비
최흥원 묘 및 신도비(崔興源 墓 및 神道碑)는 대한민국 경기도 파주시 아동동에 있다. 조선선조 영의정을 역임하고 청백리에 녹선된 인물로 선조가 하사한 백비와 묘이다. 2001년 12월 21일 파주시의 향토문화유산 제9호로 지정되었다.

## 개요
최흥원(崔興源, 1529~1603)은 조선 중기의 문신으로 자는 복초(復初), 호는 송천(松泉), 본관은 삭녕(朔寧)이다. 명종10년(1555) 진사시에 급제하였고 1561년 내시교관으로 관직 생활을 시작하였다. 선조 1년(1568) 증광문과에 병과로 급제하여 장령, 정언, 집의, 사간 등을 역임하고 1583년 황해도관찰사로 부임하여 굶주린 백성들을 구제하는데 공헌하였다. 이후 승정원 승지를 거쳐 이조판서에 제수되었다가 1588년 임진왜란이 일어나자 경기도와 황해도의 도순찰사가 되어 해주에서 임무를 수행하고 우의정, 좌의정을 거쳐 최고 관직인 영의정에 올랐다. 임진왜란 때 왕을 의주까지 호종하여 호성공신 2등에 책록되었고 영평부원군(寧平府院君)에 봉해졌으며 생전의 청빈함으로 청백리에 선정되었다. 그의 죽음을 슬퍼한 선조는 직접 그에게 '청백리 백비(淸白吏 白碑)'를 내렸는데 현재 그 비가 신도비이다. 
묘역은 장방형의 돌로 만든 계절에 원형 봉분 1기, 묘비 1기,문인석 2기, 상석, 향로석 등으로 구성되어 있다. 무덤이 부대 내에 위치하고있어 진입로가 제대로 정비되지 않은 상태이다. 묘비는 옥개석이 없는 갈(碣)의 형태로 군데군데 총탄 흔적이 있으나 비문은 잘 남아 있다. 
신도비는 군부대 정문을 들어서자마자 왼편에 세워져 있다. 원래 땅에 묻혀 있었는데 군사 시설을공사하는 도중 발견되어 1987년 후손들이 비문을 새로 새기고 이곳에 옮겨 세웠다. 신도비의 이수부에는 두 마리의 이무기가 여의주를 놓고 다투는 형상이 정교하게 새겨져 있다.

## 같이 보기
- 최흥원